# William Alfred Buckingham
William Alfred Buckingham, född 28 maj 1804, död 5 februari 1875, var en amerikansk politiker, guvernör i Connecticut och amerikansk senator för samma delstat.

## Tidigt liv
William Alfred Buckingham föddes i Lebanon, Connecticut, och gick i offentliga skolor och vid Bacon Academy i Colchester, Connecticut. Han arbetade med handel och tillverkning. Han var borgmästare i Norwich, Connecticut, från 1849 till 1850 och återigen från 1856 till 1857.

## Guvernör
Buckingham valdes till guvernör i Connecticut 1858 och efterträdde sin Republikanske partikamrat Alexander H. Holley på posten som guvernör den 5 maj det året. Mandatperioden för guvernörer i Connecticut var ett år på den tiden, men Buckingham blev omvald fler gånger än någon annan vid mitten av 1800-talet. Han tjänstgjorde som guvernör i åtta mandatperioder till den 2 maj 1866. Han efterträddes av partikamraten Joseph R. Hawley. Efter tiden som guvernör återupptog han sina tidigare sysslor inom affärsvärlden.

## Senator
Buckingham valdes till USA:s senat 1868 och tjänstgjorde från den 4 mars 1869 till sin död 1875. Under sin tid i senaten var han ordförande för Committee on Engrossed Bills, Committee on Investigation and Retrenchment och Committee on Indian Affairs.
Han begravdes på Yantic Cemetery i Norwich.